# Jon López
Jon López (Valencia, 2000) è un attore, musicista e modello spagnolo, noto per aver interpretato il ruolo di Víctor Vélez de Guevara Acevedo nella soap Un altro domani (Dos vidas).

## Biografia
Jon López è nato nel 2000 a Valencia (Spagna), e oltre alla recitazione si occupa anche di musica e di teatro.

## Carriera
Jon López dal 2012 al 2015 si è formato presso al teatro e al cinema, mentre dal 2015 al 2017 si è formato presso la Jóvenes actores. Nel 2017, nel 2018 e nel 2020 ha seguito un corso formativo d'arte drammatica presso la scuola Off. Nel 2018 e nel 2019 ha studiato presso l'Università d'arte drammatica di Valencia.
Ha recitato in vari cortometraggi come nel 2017 in Alba e in Amor tóxico, nel 2018 in Call it XX, in Dos calles e in Paw Paw, nel 2019 in Encargo 29 e in Entre sombras, nel 2021 in Cementerio de ideas e nel 2022 in Miedo (XXVI). Nel 2018 ha recitato nel film El coleccionista de almas diretto da Isabel Climent. L'anno successivo, nel 2019 ha preso parte alle videoclip Dame una oportunidad, Heroïnes de fosca nit e Sómos Jóvenes. Nel 2021 ha preso parte al cast della serie Apágon. Nello stesso anno ha recitato nella serie Live Is Life diretto da Dani de la Torre. Nel 2021 e nel 2022 è entrato a far parte del cast della soap opera in onda su La 1 Un altro domani (Dos vidas), nel ruolo di Víctor Vélez de Guevara Acevedo.

## Filmografia

### Cinema
- El coleccionista de almas, regia di Isabel Climent (2018)
- Live Is Life, regia di Dani de la Torre (2021)

### Televisione
- Apágon – serie TV (2021)
- Un altro domani (Dos vidas) – soap opera, 254 episodi (2021-2022)

### Cortometraggi
- Alba, regia di Alba Ramírez (2017)
- Amor tóxico, regia di Alejandro Morala (2017)
- Call it XX, regia di Sergio Villoro (2018)
- Dos calles, regia di Pablo Chirivella (2018)
- Paw Paw, regia di Pedro Enaya (2018)
- Encargo 29, regia di Pedro Enaya (2019)
- Entre sombras, regia di Joan Ibáñez (2019)
- Cementerio de ideas, regia di Daniel Arlandis (2021)
- Miedo (XXVI), regia di Angelo Moreno (2022)

### Videoclip
- Dame una oportunidad (2019)
- Heroïnes de fosca nit (2019)
- Sómos Jóvenes (2019)

## Teatro
- Caídos del cielo, adattato e diretto da Anaïs Duperrein (2014)
- La visita de la vieja dama, adattato e diretto da Anaïs Duperrein (2014)
- Sueño de una noche de verano, adattato e diretto da Anaïs Duperrein (2015)
- El círcula de tiza caucasiano, adattato e diretto da Anaïs Duperrein (2016)
- Litoral, diretto da José Zamit (2018)

## Spot pubblicitari
- Nansa estilistas (2015)
- Ámbit (2020)
- Colgados (2020)
- Lakajade (2020)

## Doppiatori italiani
Nelle versioni in italiano dei suoi film e delle sue serie TV, Jon López è stato doppiato da:
- Flavio Aquilone[9] in Un altro domani[10]